# Роделло
Роделло (італ. Rodello, п'єм. Rodel) — муніципалітет в Італії, у регіоні П'ємонт,  провінція Кунео.
Роделло розташоване на відстані близько 480 км на північний захід від Рима, 60 км на південний схід від Турина, 50 км на північний схід від Кунео.
Населення — 974 особи (2014).
Щорічний фестиваль відбувається 10 серпня. Покровитель — святий мученик Лаврентій.

## Демографія
Населення за роками:

Станом на 1 січня 2023 року в муніципалітеті офіційно проживав 81 іноземець з 13 країн, серед них 56 громадян країн Євросоюзу.

## Сусідні муніципалітети
- Альба
- Альбаретто-делла-Торре
- Беневелло
- Діано-д'Альба
- Лекуїо-Беррія
- Монтелупо-Альбезе
- Сініо